# UFC 267
UFC 267: Błachowicz vs. Teixeira foi um evento de artes marciais mistas produzido pelo Ultimate Fighting Championship e que ocorreu no dia 30 de outubro de 2021, na Etihad Arena em Abu Dhabi.

## Card de Lutas
Nota 1 Pelo Cinturão Meio-Pesado do UFC. 

Nota 2 Pelo Cinturão Peso Galo do UFC.